# Lymantria hreblayi
Lymantria hreblayi is een vlinder uit de familie van de spinneruilen (Erebidae), onderfamilie donsvlinders (Lymantriinae). De wetenschappelijke naam van de soort is voor het eerst geldig gepubliceerd in 2004 door Schintlmeister.
Het mannetje heeft een voorvleugellengte van 19 millimeter. 
De soort komt voor in China (Sichuan en Yunnan) en het noorden van Vietnam.